# Ryugadous
Ryugadous is een geslacht van kevers uit de familie van de loopkevers (Carabidae). De wetenschappelijke naam van het geslacht is voor het eerst geldig gepubliceerd in 1950 door Habu.

## Soorten
Het geslacht Ryugadous omvat de volgende soorten:
- Ryugadous atorus Ueno, 1965
- Ryugadous awanus Ueno, 1969
- Ryugadous ciliatus Ueno, 1955
- Ryugadous elongatulus Ueno, 1979
- Ryugadous ishikawai Habu, 1950
- Ryugadous kajimotoi Ueno, 1975
- Ryugadous kasaharai Ueno & Y.Ito, 2002
- Ryugadous kiuchii Ueno, 1969
- Ryugadous mimus Ueno, 1965
- Ryugadous pravus Ueno, 1979
- Ryugadous solidior Ueno, 1975
- Ryugadous uozumii Ueno, 1955